# Налут (муниципалитет)
Налут (араб. نالوت‎) — административный район в Ливии. Административный центр — город Налут. Население — 93 224 человек (2006 г.).

## Географическое положение
На западе Налут граничит с Алжиром и Тунисом. Внутри страны он также граничит со следующими муниципалитетами: Эль-Джабал-эль-Гарби (восток), Эн-Нугат-эль-Хумс (север) и с Вади-эш-Шати (юг).